# Latviešu Sociāldemokrātu Savienība
Latviešu Sociāldemokrātu Savienība (Lettische Sozialdemokratische Vereinigung) war eine sozialistische politische Partei in Lettland mit Wurzeln in Liepāja.
Angeführt von Miķelis Valters und Ernests Rolavs war die Gruppe ein Auswuchs der Neuen Strömung, nahm aber bald gegenüber der größeren Lettischen Sozialdemokratischen Arbeiterpartei radikalere und nationalistischere Standpunkte ein. Viele Aktivisten der Neuen Strömung wurden in den späten 1890er Jahren verhaftet und viele gingen nach Westeuropa und die USA ins Exil. Die Ableger der Gruppe von Valters und Rolavs gaben im Exil Streitschriften heraus, so „Proletārietis“ (Der Proletarier), der 1902 und 1903 in Boston und 1903 und 1904 in Zürich gedruckt wurde. Sie waren die ersten, die volle Autonomie für Lettland und die Umwandlung des russischen Reiches in eine Föderation selbstständiger Republiken verlangten. Auch befürworteten sie die Enteignung der baltendeutschen Besitztümer in einer radikalen Bodenreform.